# Socialisme
Socialisme is een politieke maatschappijvorm, en ook een economische filosofie gebaseerd op socialisatie en het collectief eigendomsrecht van de productiemiddelen. Kerngedachte binnen deze stromingen is dat het collectief de hoogste beslissingsbevoegdheid heeft over de verdeling van macht en goederen. Arbeiderszelfbestuur staat centraal bij verscheidene socialistische theorieën.
Of de samenleving gevormd moet worden door overheidsingrijpen of door individueel initiatief is van oudsher een strijdpunt binnen de socialistische beweging. Een meerderheid van sociaaldemocraten, institutionalisten, marxisten-leninisten, fabianen en anderen zien heil in ingrijpen in economie en maatschappij door politieke partijen en regeringsdeelname, terwijl anarchistisch en links-communistisch georiënteerde socialisten doorgaans fel gekant zijn geweest tegen staatsmacht, vooral waar die als ondemocratisch wordt ervaren.

## Oorsprong van het woordsocialisme
Het woord socialisme stamt af van de Latijnse woorden socius en socialis. Het woord socius betekent deelgenoot of gemeenschappelijk, terwijl socialis op zijn beurt kameraadschappelijk of het behoren tot een gezelschap betekent.
Het oudste bekende gebruik van de term socialist is in een Italiaanse krant uit 1803 gevonden, maar daar werd het niet gebruikt in een politieke of economische betekenis. Het oudste gevonden politieke gebruik van het woord socialist was in 1827 in de Britse krant Co-operative Magazine dat werd uitgegeven door de aanhangers van Robert Owen. In 1832 werd het woord socialisme gebruikt in een artikel van Pierre Leroux in Le Globe, waar hij het woord socialisme gebruikte om de denkbeelden van Saint-Simon te beschrijven. Het woord socialisme werd in 1833 gebruikt in de krant The Poor Man’s Guardian, dat werd uitgegeven door Owen-aanhanger Henry Hetherington. Ook is bekend dat de term socialisme in 1835 werd gebruikt door aanhangers van Owen.

## Theorieën
Politiek-theoretisch valt het socialisme te herleiden tot de werken van Henri de Saint-Simon. In de negentiende eeuw werd dit doorgezet door Karl Marx, Pierre Joseph Proudhon en Auguste Comte. Marx herinterpreteerde de filosofie van Hegel en herformuleerde zijn idealistisch stelsel op basis van zijn eigen historisch materialisme dat grofweg samengevat kan worden als de theorie dat economische relaties de samenleving verdelen in groepen waarbinnen door soortgelijke omstandigheden gemiddeld andere politieke en sociale ideeën populair worden. Tussen deze groepen bestaat een klassenstrijd, bijvoorbeeld wanneer werknemers en werkgevers overleggen over arbeidsomstandigheden. Aangenomen wordt dat de twee groepen aan verschillende kanten staan, wat klassenstrijd genoemd wordt. Dit leidt tot ontwikkelingen waarin verschillende types samenleving ontstaan waaronder slavernij, feodalisme, kapitalisme en socialisme. Marx voorspelde dat kapitalisme door communisme/socialisme vervangen zou worden. Lenin differentieerde deze termen omdat de term socialisme in zijn tijd duidelijk andere connotaties had, de eerste fase van het communisme werd nu socialisme genoemd.
Binnen het socialisme bestaan er verschillende houdingen tegenover religie. Enerzijds bestaan er het christensocialisme en het religieus-socialisme, maar anderzijds is religie strijdig met de atheïstische beginselen van het marxistisch en blanquistisch socialisme. Religies als het christendom en de islam hebben in hun sociale leer, bijvoorbeeld die van de katholieken, elementen met het socialisme gemeen. Volgens de opvatting van de antireligieuze socialisten, gebruikten de religieuze leiders het kerksysteem om de bevolking angst aan te jagen en financieel uit te buiten. Dit zouden zij doen via een valselijk gecreëerd godsbeeld, namelijk dat van een alziende en straffende God.
Het Duitse fascistoïde nationaalsocialisme uit de Tweede Wereldoorlog wordt niet algemeen als een socialistische stroming beschouwd. Volgens sommigen, voornamelijk zij die actief overheidsingrijpen in de economie als 'socialistisch' beschouwen, komt het nationaalsocialisme hiervoor wel in aanmerking.

## Geschiedenis van het socialisme

### Voorlopers
Voor 1789 waren er al denkers en groeperingen die als voorlopers van het socialisme kunnen worden beschouwd, zoals Lycurgus, Plato, de radicale vleugel van de taborieten, Thomas Müntzer, de wederdopers van Münster en Jean Morelly. Ook waren er schrijvers die fictieve boeken hebben geschreven over samenlevingen die socialistische kenmerken bezaten, zoals Thomas More met zijn boek Utopia en Tommaso Campanella met het boek De Zonnestaat.

### Opkomst van het utopisch socialisme
Het socialisme kwam werkelijk op in de tijd van de Franse Revolutie en de daarop volgende industriële revolutie (eind 18e, begin 19e eeuw). De eerste socialistische gedachtegoederen worden het utopisch socialisme genoemd. De stichters van deze utopische bewegingen plaatsen zichzelf als de bewegers van de geschiedenis, zij hadden dé oplossing voor de problemen van de mensheid, die had ook 500 jaar eerder gevonden kunnen worden maar dat was niet gebeurd. Nu was het simpelweg een kwestie van dit geniale denkbeeld uitdragen.
William Godwin wordt gezien als een voorloper van de anarchisten. Volgens Godwin wordt de menselijke geest vooral door haar omgeving gevormd. Politieke autoriteit was gebouwd op geweld en zonder politiek zou de behoefte voor politiek verdwijnen. Hetzelfde telde voor economische dominantie die gepaard gaat met privaateigendom. Godwin steunde het gebruik van geweld om politieke verbetering te krijgen niet, Godwins socialisme was puur vrijwillig.
Sylvian Maréchal combineerde utopisch, agrarisch socialisme met materialistische filosofie. Maréchal was een militant atheïst en was redacteur bij de revolutionaire krant Revolutions de Paris. Later werkte hij samen met Babeuf. Hij wordt beschouwd als voorganger van de anarchisten.
Gracchus Babeuf en Filippo Buonarroti wilden in 1796 in Frankrijk de macht grijpen. Na de staatsgreep wilden zij grote onteigeningen uitvoeren en het erfrecht afschaffen, zodat uiteindelijk alles staatseigendom zou worden. Alle geproduceerde goederen zouden worden opgeslagen in lokale magazijnen, waaruit de overheid aan iedere burger goederen zou verdelen. In 1797 werd Babeuf ter dood veroordeeld.
Babeuf en Bounarroti geloofden dat een volksbeweging succesvol kon zijn, maar achtten dat deze in het geval van de Franse Revolutie gefaald had. Een "educatieve dictatuur" was nodig om het volk weer op het goede pad te krijgen, een idee dat zeer populair werd in de tijd van Babeuf en later Blanqui.

### Saint-Simon
Henri de Saint-Simon wordt vaak gezien als de stichter van het socialisme. Saint-Simon verafschuwde revolutie maar achtte de Franse Revolutie de onvermijdelijke conclusie van de vernietiging van nu verouderde instituties. Hij werd gefascineerd door moderne technologie en wilde productie op een rationele manier plannen om zo een industriële samenleving te creëren. In zo’n samenleving zouden leiders geselecteerd worden niet op basis van afkomst of democratische verkiezingen maar door een meritocratie. De details van hoe zo’n samenleving er uit zou zien heeft Saint-Simon vaak veranderd, Saint-Simon maakte geen allesomvattend systeem maar een collectie gedachten over hoe de samenleving het beste vooruit kon.
Zoals de militaristische oudheid en de religieuze middeleeuwen hun eigen typen instituties hadden voorspelde Saint-Simon dat de komende industriële periode ook een nieuw type organisatie zou krijgen. Deze periode zou vernieuwde eenheid hebben na het versplinteren van de sociale wereld tijdens de reformatie, religie en wetenschap zouden verenigd worden en iedereen zou berecht worden onder dezelfde wetten. Er zou in de industriële samenleving gefocust worden op productie in plaats van oorlog, de economie zou de oorlog voorbijsteken als de belangrijkste politieke factor.
Saint-Simon zag de samenleving als verdeeld in drie klassen: de eerste klasse bestond uit wetenschappers, kunstenaars en de liberale denkers van de revolutionaire periode (na met de liberalen gebroken te hebben werden zij niet meer in deze categorie geplaatst), de tweede bestond uit "nietsnutten", de politieke en economische leiders van voor de revolutie die verdienden zonder iets bij te hoeven dragen, de derde klasse waren de gewone mensen. Saint-Simon stelde voor om de transformatie van de samenleving te beginnen met een systeem om de derde klasse de armoede uit te sleuren. Klassen 1 en 3 waren samen de industriële klassen (arbeiders).
Saint-Simon zag steun van de elite als cruciaal voor een vredige overgang naar een moderne samenleving, daarom riep hij de 2e klasse op om te abonneren op zijn dienst en zo hun prominente rol in de samenleving vast te houden. Dit zou leiden tot een langzame nivellering waardoor de “nietsnutten” uiteindelijk hun invloed kwijt zouden raken. Saint-Simon probeerde daarom ook steeds leden van de elite voor zijn onderneming te rekruteren waaronder Napoleon en Lodewijk XVIII. Saint-Simon zag een verenigd Europa van samenwerkende maar onafhankelijke landen als de beste manier om vrede binnen Europa te behouden na de Coalitie Oorlogen. Om dit te bereiken stelde hij de overwinnaars voor een Europese Unie, geleid door een Europees parlement dat verkozen zou worden door de bezit-hebbende, geletterde bevolking, voor. Het Europese parlement zou bestaan uit een hogerhuis en een lagerhuis, die de wetgevende macht zouden hebben, terwijl een Europese koning de uitvoerende macht zou krijgen. Deze Europese Unie zou een grondwet gebaseerd op de Britse krijgen die vrijheid van meningsuiting en religieuze vrijheid gegarandeerd zouden worden. Het Internationale Congress in Wenen overwoog dit plan echter niet.
Saint-Simon probeerde politiek op een wetenschappelijke manier uit te werken door eerst een a priori stelling (een reflectie van het algemene goed) op te zetten en die daarna a posteriori te testen met de werkelijkheid. Deze wetenschappelijke methode zou ook de basis van het politieke systeem Saint-Simons Europese Unie zijn. Volgens Saint-Simon moest de gehele sociale wereld op wetenschappelijke manier bestudeerd worden, dit noemde hij sociale natuurkunde, later werd de term van Saint-Simons discipel Comte gebruikt, sociologie. De wetenschappelijke analyse van politiek en moraliteit noemde hij politieke wetenschap en morele wetenschap respectievelijk. Onder morele wetenschap telde Saint-Simon niet alleen traditionele moraalfilosofen, die vergeleek hij met alchemisten, maar vooral artiesten die trachtten "sentimenten" objectief te benaderen om zo emoties aan te halen met hun werken.
Volgens Saint-Simon hadden de "nietsnutten" in de middeleeuwen een nuttige rol gespeeld omdat onder de feodale organisatie de militaire en landbouw organisatie van elkaar afhankelijk waren. De adel had orde gehouden en de kerk had de vrede bewaard. Door de opkomst van moderne bedrijven waren de adellijken en soldaten niet alleen niet meer nodig om orde te houden maar konden zij deze taak niet meer uitvoeren. De 1e klasse kon de taken van de nietsnutten nu overnemen, in het bijzonder bankiers die via hun leningen een grote rol zouden spelen in het indelen van de economie. Het was dus een situatie van de juiste mensen als bestuurders krijgen, net als later staats-socialisten geloofden. Dit betekende dus dat de 1e klasse (bankiers, wetenschappers, artiesten; de liberale burgerij) haar leidende positie in de samenleven zou behouden. Maar dit puur economische bestuur, zonder rol politiek, zat ook al het anti-staatprogramma van de socialisten van Marx' en Proudhons tijd. Ook de kerk zou zich maar beter kunnen aanpassen, in plaats van interpretaties voor te schrijven zou de kerk de bevolking moeten helpen zelf de Bijbel te interpreteren en de armen ontlasten.

### Later utopisch socialisme
Charles Fourier wilde gemeenschappen oprichten waarin landbouw en industrie gecombineerd werden. Iedereen zou verdienen naar arbeidsuren, talent en ingelegd kapitaal. Alle falanges zouden onderdeel zijn van een wereldfederatie, bestuurd door een wereldregering.
Robert Owen pleitte voor het oprichten van coöperatiedorpen waar 500 tot 3000 mensen gezamenlijk zouden werken en wonen. Het coöperatiedorp zou een democratische coöperatie vormen op het gebied van industrie en landbouw. De owenisten richtten een vakbond op die streed voor de invoering van de achturige werkdag. Robert Owen was de voorzitter van deze vakbond die al snel honderdduizend leden had.
Étienne Cabet vond dat alle productiemiddelen eigendom moesten worden van de overheid. Iedere burger van de communistische republiek zou consumptiegoederen krijgen naar behoefte. De communistische overheid moest vreedzaam verwezenlijkt worden. De aanhangers van Cabet waren de eersten die de term "communist" en "communisme" gebruikten. Later namen Louis Blanqui en de aanhangers van Babeuf de term “communist” over. De term wordt ook aangeschreven aan Pierre Leroux.

### 20e eeuw
Aan het einde van de 19e eeuw begint zich binnen de socialistische beweging een scheiding af te tekenen tussen reformisten en revolutionairen. De Eerste Wereldoorlog verscherpt de tegenstellingen: de reformisten steunen over het algemeen hun nationale legers, terwijl de revolutionairen de oorlog in het geheel verwerpen. De Eerste Wereldoorlog leidt uiteindelijk tot de eerste socialistische revolutie, de Russische Oktoberrevolutie. Voor 1914 werd de term "sociaaldemocratie" door zowel revolutionairen als reformisten gebruikt. In het laatste kwart van de negentiende eeuw noemden de marxisten zich sociaaldemocraat in plaats van communist. Bij het uitbreken van de Eerste Wereldoorlog in 1914 ontstond er een splitsing tussen socialisten die hun regering steunden en diegenen die geen steun wilden verlenen aan hun land. Na de uitbraak van de Russische Revolutie voerden de revolutionaire marxisten rond Lenin in 1918 opnieuw de oude term communist in. Sindsdien wordt de term sociaaldemocratie gebruikt ter aanduiding van de reformistische socialisten.
Het oude keizerrijk Rusland wordt omgevormd tot de Russische Socialistische Federatieve Sovjetrepubliek (vanaf 1922 de Sovjet-Unie of USSR). In navolging van de Russische revolutionairen noemen de revolutionairen zich voortaan geen sociaaldemocraten of socialisten meer, maar communisten. De reformisten blijven zich sociaaldemocraten noemen. Via de Communistische Internationale probeert Moskou de revolutie te exporteren, met weinig succes.

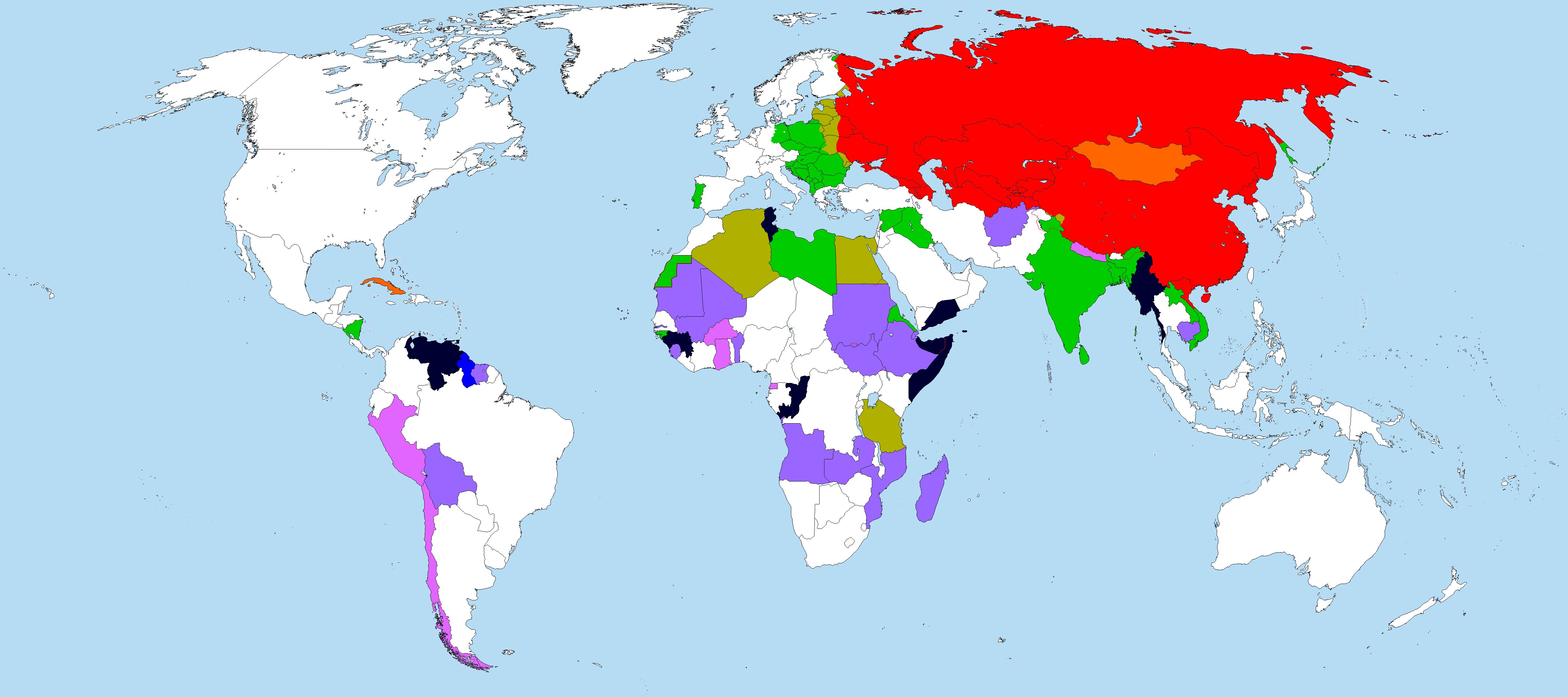
Staten die zichzelf ergens in hun geschiedenis socialistisch hebben verklaard

Na 1927 ontaardt het Russische communisme in een bloedige dictatuur onder Stalin. Na de Tweede Wereldoorlog, waarin de Sovjet-Unie aanvankelijk als uitvloeisel van het Molotov-Ribbentroppact met nazi-Duitsland samenwerkt en later met de geallieerden, staan het kapitalistische westen en het communistische Oostblok tegenover elkaar in de Koude Oorlog. Deze eindigt rond 1990, met het uiteenvallen van de Sovjet-Unie en de communistische regeringen in Oost-Europa. Het Chinese regime viel niet, maar is wel sinds ongeveer dezelfde tijd bezig met kapitalistische experimenten, waarbij de Communistische Partij overigens wel de macht over het land in handen houdt. Tegenwoordig zijn er nog maar een handjevol landen met een communistisch bewind over.
In reactie op het vrijwel verdwijnen van het communisme vond binnen een deel van de Europese sociaaldemocratie een ideologische omslag plaats, waarbij liberale en sociaaldemocratische waarden werden gecombineerd in de zogenoemde Derde Weg.

## Socialisme en communisme in de marxistische theorie

De rode ster, traditioneel symbool van het communisme

In het marxisme wordt het woord socialisme ook speciaal gebruikt ter aanduiding voor de communistische maatschappijvorm die de overgang tussen kapitalisme en het zuivere totale communisme vormt. Karl Marx maakte onderscheid tussen de eerste fase van de communistische maatschappij en de hoogste fase van de communistische maatschappij. Later gaven de marxisten aan de eerste fase van het communisme de naam socialisme. Tijdens het vroegste stadium van het communisme geldt het beginsel: Van elk naar zijn vermogen, aan elk naar zijn prestaties. Dit betekent dat loonarbeid nog wel bestaat in het lage stadium. Bij het vroegste stadium zijn de productiemiddelen in het bezit van de overheid. De laatste fase van het communisme heeft als hoofdbeginsel: Van ieder naar zijn vermogen, aan ieder naar zijn behoefte.
De staatsvorm van deze maatschappij is de dictatuur van het proletariaat (proletariaat is een gangbare marxistische-anarchistische term voor arbeidersklasse).
De communistische landen in Oost-Europa, China, Cuba enz., heetten officieel ook socialistisch (bijvoorbeeld Unie van Socialistische Sovjet-Republieken) en niet communistisch. De regerende partijen van deze landen meenden als overgangsfase een dictatuur uit naam van de arbeidersklasse in de socialistische staat te moeten voeren, totdat de kapitalistische staatsstructuren verweerd waren en er een communistische maatschappij zou ontstaan. Om deze reden ook noemden de regerende partijen in deze landen zich wel communistisch (met uitzondering van de Socialistische Eenheidspartij van Duitsland in de DDR).

## Socialisme in Nederland

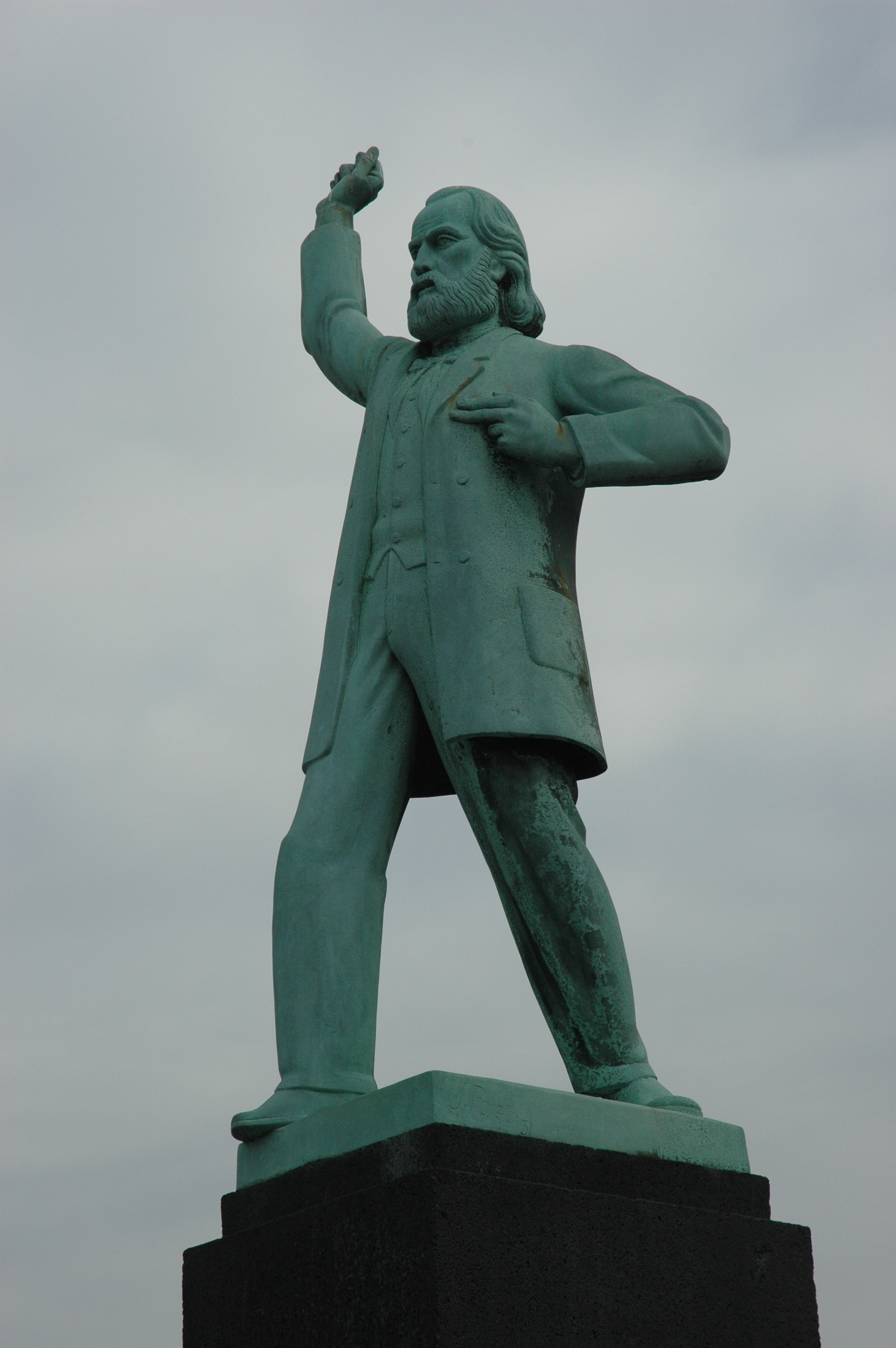
Standbeeld van Ferdinand Domela Nieuwenhuis in Amsterdam

De eerste socialistische partij in Nederland is de Sociaal-Democratische Bond (SDB), opgericht in 1881. SDB'er Domela Nieuwenhuis is de eerste socialist in de Tweede Kamer. Vanwege de slechte verstandhouding met zijn collega's wordt Domela Nieuwenhuis echter anarchist en wendt hij zich af van de parlementaire politiek.
In 1894 vindt een scheuring in de SDB plaats en wordt de Sociaal-Democratische Arbeiderspartij (SDAP) opgericht. Deze blijft tot de Tweede Wereldoorlog de grootste socialistische partij in Nederland. De SDAP voert een reformistische koers, waardoor de revolutionairen in 1909 de partij verlaten en de Sociaal-Democratische Partij oprichten. Deze wordt in 1918, na de Oktoberrevolutie, hernoemd tot Communistische Partij Holland en in 1935 tot Communistische Partij van Nederland. De CPH/CPN loopt aan de leiband van de Sovjet-Unie via de Comintern.
Ook in de vakbeweging vindt een splitsing tussen reformisten en revolutionairen plaats. In 1893 wordt het Nationaal Arbeids-Secretariaat opgericht, de eerste Nederlandse vakcentrale, die sterk op de revolutionaire partijen gericht is (de CPH en kleinere partijen). In 1906 krijgt het NAS concurrentie van het gematigder NVV.
Na de Tweede Wereldoorlog fuseren de SDAP, de links-liberale Vrijzinnig-Democratische Bond (VDB) en de Christelijk-Democratische Unie tot de Partij van de Arbeid (PvdA). De PvdA is bedoeld als brede, progressieve doorbraakpartij. In het verzet was gebleken dat samenwerking tussen liberalen, christenen en sociaaldemocraten mogelijk was. Al snel blijkt de PvdA echter te links voor veel ex-VDB'ers, die zich bij de Volkspartij voor Vrijheid en Democratie (VVD) aansluiten.
De PvdA is echter al snel electoraal succesvol, en leidt tot de rooms-rode coalities van PvdA en KVP. Vanaf 1948 is PvdA'er Willem Drees premier. Deze coalities bouwen voor het eerst een uitgebreid stelsel van sociale zekerheid op.
Ook de CPN is korte tijd zeer succesvol, dankzij de rol die communisten in het verzet hadden gespeeld. De CPN haalt bij de eerste naoorlogse verkiezingen ruim 10% van de stemmen, en het CPN-blad De Waarheid is de meest gelezen krant. De steun kalft echter spoedig af onder invloed van de Koude Oorlog, onder meer door de uitgesproken steun van de CPN voor de Sovjet-Unie in het neerslaan van de Hongaarse Opstand, wat leidde tot de Bestorming van Felix Meritis, het toenmalige partijkantoor van de CPN.
Meningsverschillen binnen links leiden tot de vorming van nieuwe partijen. In 1957 wordt de Pacifistisch Socialistische Partij (PSP) opgericht, die Washington noch Moskou steunde en streefde naar ontwapening. In 1968 verschijnt de Politieke Partij Radikalen (PPR) ten tonele, een groene en progressieve, aanvankelijk christelijk georiënteerde partij.
In de jaren 60 en 70 radicaliseert de PvdA. Vanaf 1970 werkt de partij samen met de PPR en de nieuwe links-liberale partij D'66, wat in 1973 leidt tot het kabinet-Den Uyl. De PSP weigert deelname omdat het regeringsprogramma niet radicaal genoeg is, de CPN wordt niet gevraagd.
In 1991, na de val van het Oost-Europese communisme, gaan de noodlijdende CPN, PSP PPR en EVP samen in GroenLinks. CPN-hardliners richten de NCPN op, die geen Kamerzetel weet te verwerven, maar wel zetels behaalt in enkele gemeenteraden.
In 1994 gebeurt wat lang onmogelijk had geleken: de PvdA gaat regeren met de liberale VVD en stapt in het eerste paarse kabinet, het kabinet-Kok I.
Eveneens in 1994 komt de Socialistische Partij, die voortkomt uit de maoïstische beweging van de jaren zeventig, voor het eerst in de kamer. In 2005 wordt deze partij de op twee na grootste partij van het land qua ledental, en bij de Tweede-Kamerverkiezingen op 22 november 2006 stijgt deze partij van 9 zetels (2003-2006) naar 25 zetels, waarmee de SP de grote winnaar wordt van de verkiezingen.
In 2014 wordt het Communistisch Platform opgericht. Een organisatie van orthodoxe marxisten die in bestaande arbeidersorganisaties zoals de SP en de FNV actief zijn en pleiten voor een marxistisch programma. Ze staan een fusie voor tussen de arbeidersbeweging en de communistische beweging.
In 2021 kwam de politieke partij BIJ1 in de kamer met één zetel, die streeft naar een socialistische economie.

### Huidige socialistische organisaties in Nederland
- Socialistische Partij
- Socialistisch Alternatief (voorheen Offensief)
- Internationale Socialisten
- Socialistisch Alternatieve Politiek (voorheen Socialistische Arbeiderspartij)
- Nieuwe Communistische Partij-NCPN
- Communistische Jongeren Beweging (gelieerd aan de NCPN)
- Verenigde Communistische Partij
- GML/Rode Morgen
- Revolutionair Socialistische Partij
- ROOD, socialistische jongeren (gelieerd aan de RSP)
- PSP'92
- Revolutionaire Communisten[58]

### Historische socialistische partijen
(Behalve de genoemde:)
- Bond van Christen-Socialisten
- Onafhankelijke Socialistische Partij
- Partij voor Socialisme en Ontwapening
- Revolutionnair Socialistische Partij
- Revolutionnair Socialistische Arbeiders Partij
- Socialistische Partij (1918-1928)
- Socialistische Unie
- Kommunistische Arbeiders-Partij Nederland

## Socialisme in België
In België staat socialisme vaak synoniem voor sociaaldemocratie.
Het socialisme in België kan beschouwd worden tegen de achtergrond van de drie traditionele Belgische maatschappelijke breuklijnen:
- de oudste breuklijn is de levensbeschouwelijke, die katholieke gelovigen tegenover vrijzinnigen plaatst;
- de sociale breuklijn, het kernthema van het socialisme;
- de communautaire breuklijn tussen Nederlandstaligen en Franstaligen.

Historisch is het Belgische socialisme ontstaan uit de niet-christelijke vleugel van de negentiende-eeuwse arbeidersbeweging. Katholieke leiders en leden van de arbeidersbeweging konden zich niet vereenzelvigen met het uitdrukkelijke atheïsme van de marxisten. Daarmee bevonden de Belgische socialisten zich in het kamp van de liberalen.
De liberale Belgische politici waren echter te nauw verbonden met het liberale kapitalisme, een gevolg van het cijnskiesrecht dat geen stem toekende aan wie geen belastingen hoefde te betalen. De vertegenwoordiging van de socialisten in het Belgische parlement liep dan ook aanvankelijk gelijk met opeenvolgende hervormingen van het kiesstelsel: het algemeen (meervoudig) kiesrecht van 1894 leverde de Belgische Werkliedenpartij 27 vertegenwoordigers op. De evenredige vertegenwoordiging van 1900 en het algemeen enkelvoudig stemrecht (voor mannen) vanaf 1919 vergrootten telkens de parlementaire invloed van de Belgische socialisten.
De Vlaamse Beweging had in de negentiende en het begin van de twintigste eeuw een sociale inslag, omdat de tegenstelling tussen Nederlands- en Franstaligen in Vlaanderen nauw samenhing met de tegenstelling tussen arm en rijk. Deze associatie ging verloren toen de Vlaams-nationalisten zich vanaf de jaren 1930 meer met extreemrechts associeerden, terwijl veel van de meer radicale socialisten zich wereldwijd achter de socialistische internationale schaarden. In diezelfde jaren 1930 distantieerde de invloedrijke Hendrik de Man zich daarentegen openlijk van het marxisme. Sindsdien, ook na de Tweede Wereldoorlog, hebben Belgische socialisten van diverse politieke partijen zich eerder kritisch opgesteld tegenover het Vlaams-nationalisme en in het bijzonder tegenover separatisme.
Tijdens de koningskwestie kantten de socialisten zich tegen de terugkeer van Leopold III. Bij de daaropvolgende verkiezingen van 1950 leden ze een nederlaag en behaalden de christendemocraten de absolute meerderheid in het parlement.
De eenheidswet van 1960 lokte hevige protesten en stakingen uit, vooral in Wallonië. De socialistische vakbonden zegden toe de acties te beëindigen op voorwaarde dat de regering nieuwe verkiezingen zou uitschrijven. De daaropvolgende regering-Lefèvre omvatte de Belgische Socialistische Partij, maar voerde de eenheidswet onverminderd uit.
Bij de verkiezingen van 2014 was de parlementaire invloed van diverse socialistische partijen als volgt verdeeld:
| Partij                                                                               | Jongerenorganisatie                                                       | Uitslag (2014) | Gemeenschap |
| ------------------------------------------------------------------------------------ | ------------------------------------------------------------------------- | -------------- | ----------- |
| Parti Socialiste (PS)                                                                | Mouvement des jeunes socialistes (MJS)                                    | 11,7 %         | Frans       |
| Vooruit                                                                              | Jongsocialisten                                                           | 8,8 %          | Vlaams      |
| PVDA-PTB                                                                             | Comac RedFox Pioniers                                                     | 3,7 %          | België      |
| Comité voor een Andere Politiek / Une Autre Gauche (CAP / UAG)                       | /                                                                         | N.v.t.         | België      |
| Linkse Socialistische Partij / Parti Socialiste de Lutte (LSP / PSL)                 | Internationaal Verzet / Résistance Internationale Actief Linkse Studenten | N.v.t.         | België      |
| Stroming voor een Antikapitalistisch Project / La Gauche Anticapitaliste (SAP / LGA) | /                                                                         | N.v.t.         | België      |
| Vonk                                                                                 | Vonk Marxistische Studenten (VMS)                                         | N.v.t.         | Vlaams      |

## Socialisme in de Verenigde Staten
De Verenigde Staten kenden al rond 1900 een socialistische beweging, maar tijdens de Koude Oorlog zakte de interesse voor socialisme in onder druk van de anticommunistische ideologie die zowel rechts als het politieke midden in dat land huldigden (zie ook red scare). Socialisme werd allengs een scheldwoord om uiteenlopende beleidsvoorstellen mee af te keuren, van sociaal beleid tot het redden van failliete banken door de staat. Sinds de kredietcrisis lijkt dit frame uitgewerkt en bloeit het daadwerkelijke socialisme weer op: de populairste politicus anno 2017 is de sociaaldemocraat Bernie Sanders en meer dan de helft van de jongere generatie zegt socialisme te verkiezen boven het bestaande kapitalisme. De grootste socialistische organisatie in het land vormen de Democratic Socialists of America.
extreemlinks · radicaal-links · links · centrum · rechts · radicaal-rechts · extreemrechts 

confessionalisme · christendemocratie · conservatisme · neoconservatisme · paleoconservatisme · islamisme

liberalisme · klassiek liberalisme · economisch liberalisme · conservatief-liberalisme · progressief liberalisme · neoliberalisme · libertarisme · groenliberalisme · geoïsme

anarchisme · syndicalisme · feminisme · ecologisme · ecofascisme · agrarisme · progressivisme 

marxisme · communisme · trotskisme · leninisme · stalinisme · maoïsme · socialisme · sociaaldemocratie · communitarisme

populisme · fortuynisme · solidarisme · nationalisme · linksnationalisme · fascisme · nationaalsocialisme